# Ramberto di Gianciotto Malatesta
Ramberto di Giovanni o di Gianciotto (mort el gener de 1330) va ser un noble italià de la família Malatesta.
Va ser fill de Gianciotto Malatesta i de Zambrasina o Ginebresina. El 1307, juntament el seu germà Tino, va ser emancipat de la pàtria potestat familiar. Durant la seva vida va tenir per a si els castells de Roncofreddo, Ciola i Castiglione. El 1319 i 1320, amb el seu oncle Pandolfo, el seu cosí Ferrantino i el seu nebot Tino, va pagar el cens anual de la Cambra Pontifícia. El 1324 va ser nomenat cavaller amb altres membres de la família.
Al final de la seva vida, va actuar en contra dels seus cosins, el comte de Ghiaggiuolo, i el senyor de Rimini, Ferrantino. El 1326, poc després de l'ascens del seu cosí a la senyoria, Ramberto no va estar d'acord amb la successió i va decidir prendre la ciutat i va fer presoner Ferrantino i els seus fill i net. No obstant això, l'ocupació de la senyoria només va durar 3 dies perquè va esclatar una revolta a Fano i la ciutat de Rimini es va mantenir fidel al seu senyor. Forçat pel seu cosí, Malatesta di Pandolfo, va haver d'abandonar la ciutat. El 1330 es va reunir amb el seu cosí Ferrantino al castell de Poggiano, que semblava voler signar la pau, però va ser apunyalat durant la reunió en el moment que s'agenollava demanant el perdó. Immediatament, els seus castells van ser destruïts i el seu nebot i soci, Giovanni di Tino, va ser exiliat.
Casat amb una tal Montanina, va tenir dos fills, Giovanni i Giovanna.